# Bennokanzel

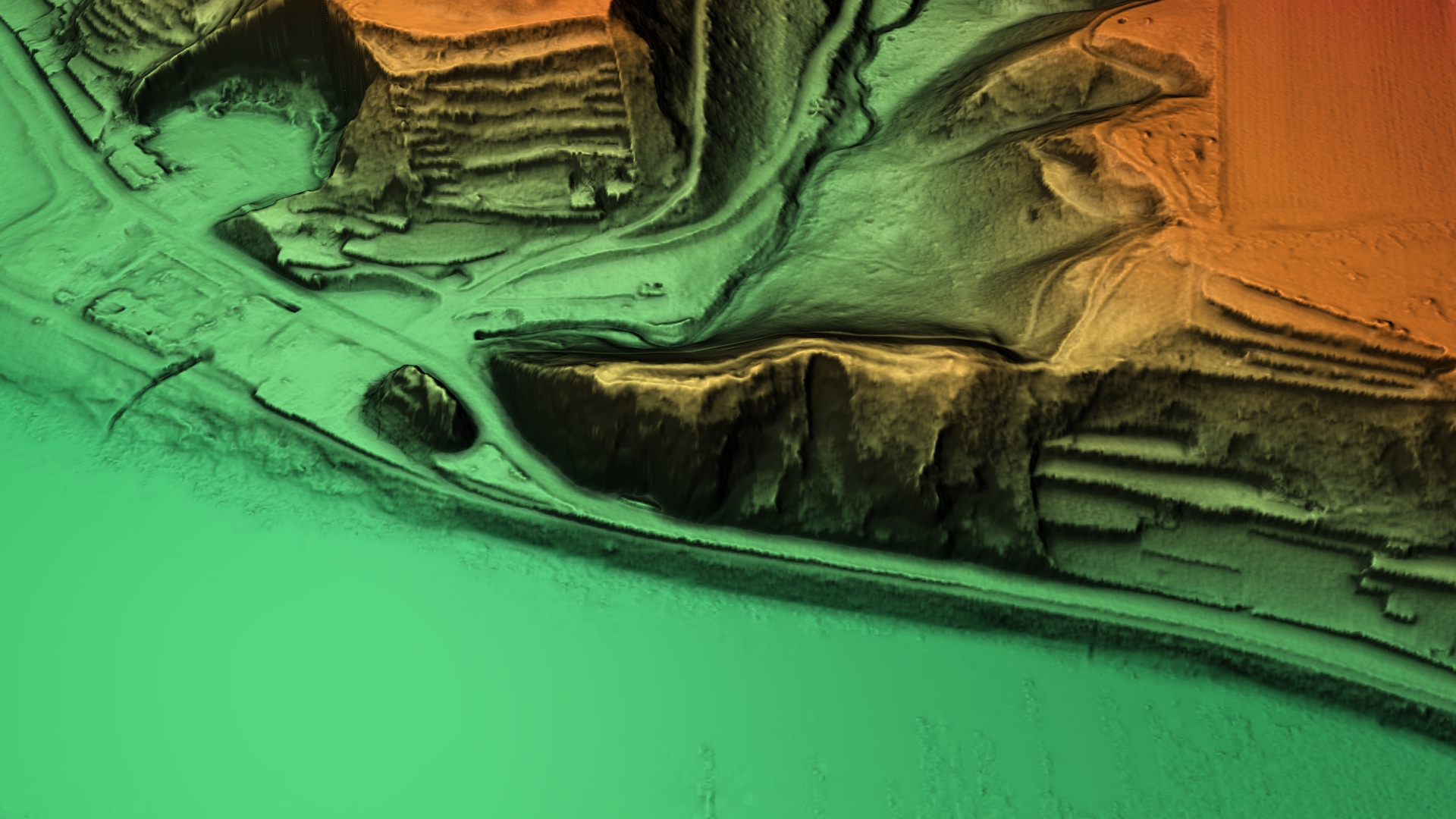
3D-Ansicht des digitalen Geländemodells

Die Bennokanzel ist ein Bergsporn am nordöstlichen Ufer der Elbe in der Gemarkung Proschwitz gegenüber der Albrechtsburg in Meißen, der in erster Linie als Aussichtspunkt bekannt ist. Er trägt die Reste einer erst jüngst erkannten Burg des 11./12. Jahrhunderts.

## Beschreibung

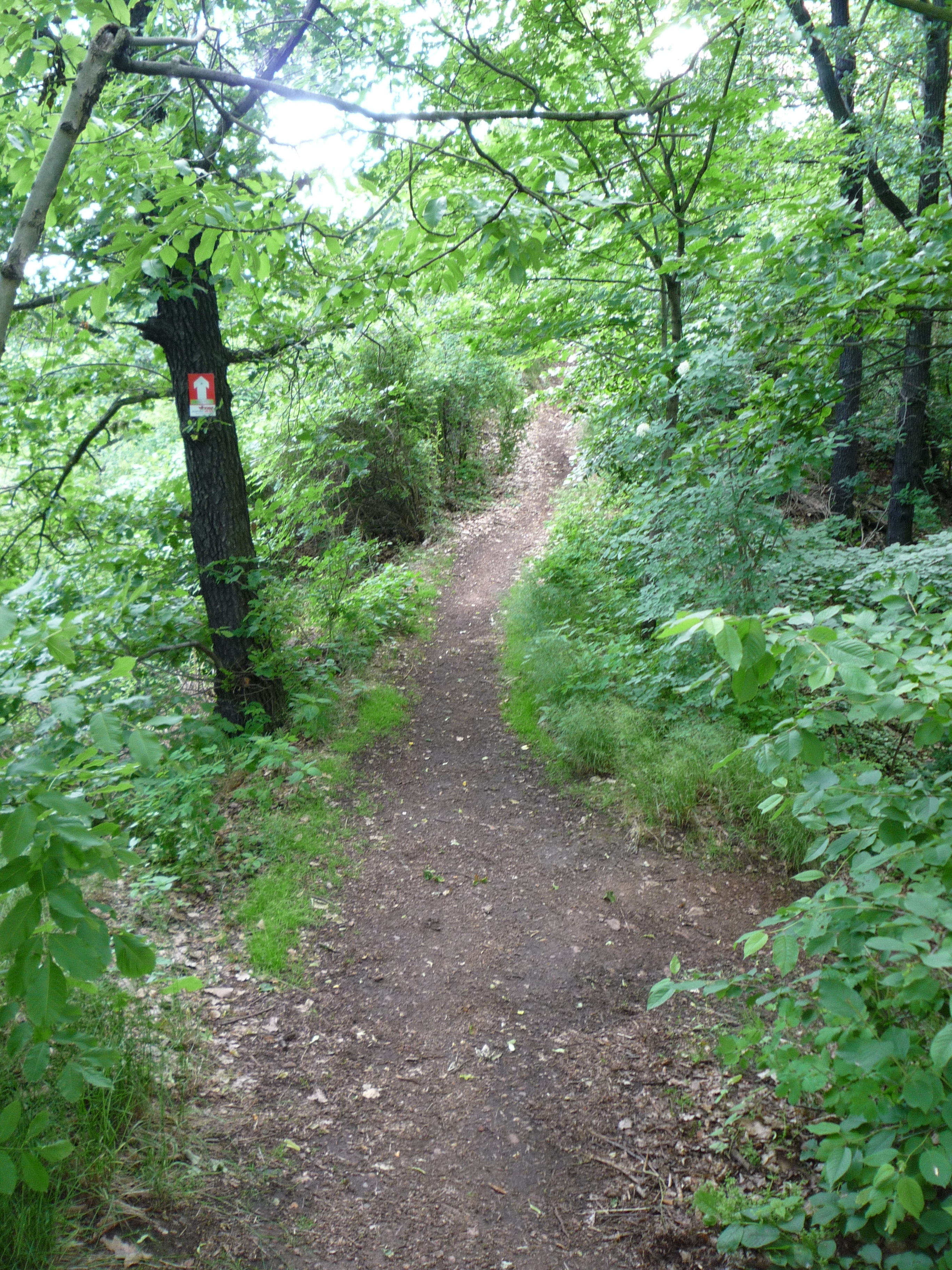
Der Weg zum Aussichtspunkt, in der Bildmitte ist dieser mit einer Trockenmauer gestützt

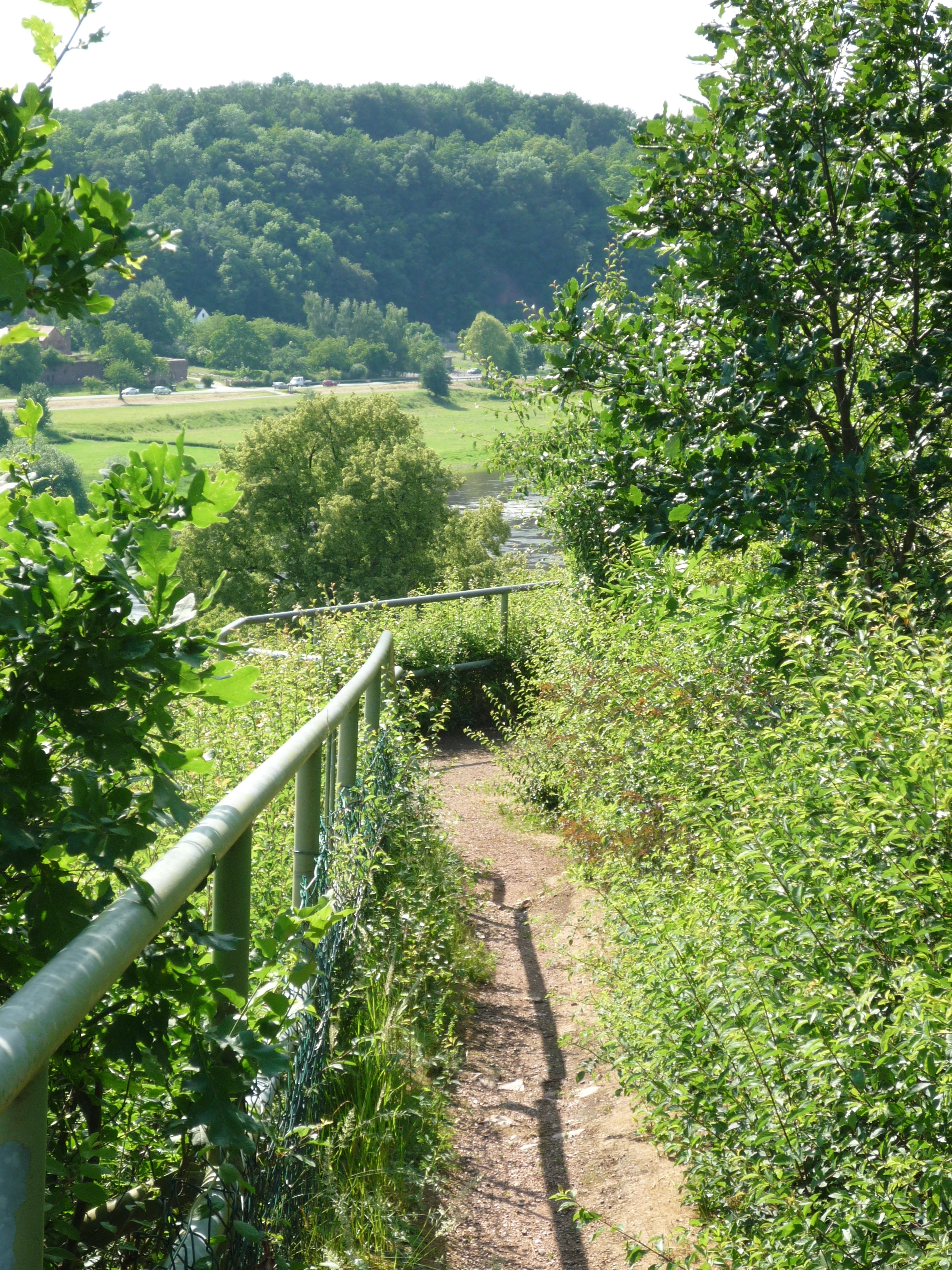
Der mit einem Geländer eingefasste Aussichtsbereich der Bennokanzel

Die Bennokanzel ist ein Ausläufer des Bocksberges, eines mächtigen Granitstocks mit einer Höhe von 170,3 m. Der nach Westen weisende Sporn wird im Norden von dem scharf eingeschnittenen Kerbtal des Knorrgrundes begrenzt und fällt im Süden steil zur Elbe hin ab. Dies ist das Ergebnis eines Steinbruchbetriebes an der Südseite aus der ersten Hälfte des 20. Jahrhunderts und der Anlage der entlang der Elbe verlaufenden Elbtalstraße im Jahr 1937.
Der Sporn trägt die Reste ehemaliger Befestigungsanlagen. Kurz bevor er im Osten in die breite Hochfläche übergeht, wurde ein natürlicher Geländeversprung genutzt, um den Sporn mit einem breiten, in den Fels geschlagenen Graben abzutrennen. Dieser war einst wesentlich tiefer, mittlerweile ist er zugunsten eines Weges mit einem durch Trockenmauern gestützten Erddamm teilweise verfüllt. Unmittelbar westlich des Grabens steht ein Felsstock an, der möglicherweise mit einem Wall weiter erhöht worden war. Dahinter erstreckt sich die so geschützte, längliche Innenfläche, die ursprünglich wesentlich größer war und von der nun nur ein schmaler Streifen im Norden erhalten blieb.
Der Flurname bezieht sich vermutlich auf den im späten 11. und frühen 12. Jahrhundert wirkenden Bischof Benno von Meißen, ohne dass jedoch ein direkter historischer Zusammenhang zu seiner Person bestehen würde. Es existieren keine schriftliche Zeugnisse für diese Anlage.

## Forschungsgeschichte und Datierung
1984 entdeckte der Vermessungsingenieur Thomas Gerlach die Geländebefunde. In den folgenden Jahrzehnten wurde bei wiederholten Geländebegehungen eine Reihe von Keramikbruchstücken auf der erhaltenen Innenfläche und dem nördlichen Abhang geborgen. Unter den etwas mehr als 60 nun vorliegenden Funden sind neben einigen urgeschichtlichen, wohl bronzezeitlichen Stücken und atypischen frühgeschichtlichen Wandungsfragmenten auch lediglich acht Funde, die eine genauere zeitliche Einordnung ermöglichen und 2008 erstmals vorgestellt wurden. Die Funde, die der Keramik der Leipziger Gruppe angehören oder dieser zumindest ähneln, tragen die für spätslawische Keramik charakteristischen Verzierungen mit mehrzügigen, steil nach links kippenden Wellenlinien und Kammstichen und scharf eingeschnittene, parallele Gurtfurchen. Die Funde von der Bennokanzel gehören überwiegend in das 11. Jahrhundert, wobei eine Nutzung der Anlage bis in die ersten Jahrzehnte des 12. Jahrhunderts wahrscheinlich ist. Auch eine Anlage der Befestigung bereits im fortgeschrittenen 10. Jahrhundert ist möglich.

## Historische Bedeutung
Die Bennokanzel gehört zusammen mit einer heute verschwundenen weiteren „Schanze“ etwa einen Kilometer stromabwärts und dem Weinberg bei Zadel zu den früh- und hochmittelalterlichen Befestigungsanlagen auf der östlichen Elbufer, die nach der endgültigen Eroberung und Eingliederung der slawischen Gebiete zwischen Saale und Elbe in das ostfränkische Reich ab dem 10. Jahrhundert angelegt wurden und die Aufgabe der Sicherung und Verwaltung der Gebiete im Rahmen der Burgwardorganisation erfüllten. Sie zeigen, dass die Elbe im 10. und 11. Jahrhundert keineswegs eine Grenze bildete, die nur ausnahmsweise überquert wurde, wie beispielsweise der sächsische Landeshistoriker Karlheinz Blaschke annahm, sondern beide Ufer der Elbe von der Reichsgewalt erfasst worden sind. Zeitgleich zu den sicher für das 11. Jahrhundert belegten Burgen auf der Bennokanzel und in Zadel existierten weilerartige Ansiedlungen. Weitere hochmittelalterliche Burgen östlich der Elbe sind mit dem Burgwall in Löbsal, bei dem es sich mit an Sicherheit grenzender Wahrscheinlichkeit um die lange an anderer Stelle gesuchte Burg Liubusua handelt, der Leckwitzer Schanze und dem „Opferhügel“ in Stauda bekannt. Eine Burg wird auch auf dem „Fürstenberg“ genannten Kirchberg von Zscheila vermutet.